# Liste der Monuments historiques in Saint-Léger-Triey
Die Liste der Monuments historiques in Saint-Léger-Triey führt die Monuments historiques in der französischen Gemeinde Saint-Léger-Triey auf.

## Liste der Objekte
| Bezeichnung                               | Beschreibung                                                            | Standort                                        | Kennzeichnung | Schutzstatus | Datum | Bild |
| ----------------------------------------- | ----------------------------------------------------------------------- | ----------------------------------------------- | ------------- | ------------ | ----- | ---- |
| Skulptur Notre-Dame de Champfort          | Darstellung der Madonna mit Kind; Holz, farbig gefasst, 13. Jahrhundert | in der Kirche Notre-Dame-de-l’Assomption (Lage) | PM21001991    | Classé       | 1925  |      |
| Skulpturengruppe Marientod                | Holz, farbig gefasst, erste Hälfte des 16. Jahrhunderts                 | in der Kirche Notre-Dame-de-l’Assomption (Lage) | PM21001992    | Classé       | 1925  |      |
| Skulptur eines Bischofs (1)               | Kalkstein, farbig gefasst, bezeichnet 1559                              | in der Kirche Notre-Dame-de-l’Assomption (Lage) | PM21001993    | Classé       | 1931  |      |
| Hauptaltar                                | Altartisch und Retabel; Kalkstein, Stuck, 18. Jahrhundert               | in der Kirche Notre-Dame-de-l’Assomption (Lage) | PM21001994    | Classé       | 1984  |      |
| Skulptur Heiliger Eligius                 | Kalkstein, farbig gefasst, bezeichnet 1559                              | in der Kirche Notre-Dame-de-l’Assomption (Lage) | PM21001995    | Classé       | 1984  |      |
| Kommunionbank                             | Schmiedeeisen, 18. Jahrhundert                                          | in der Kirche Notre-Dame-de-l’Assomption (Lage) | PM21001996    | Classé       | 1984  |      |
| Gedenktafel an die Stiftung einer Kapelle | Kalkstein, Marmor, bezeichnet 1729                                      | in der Kirche Notre-Dame-de-l’Assomption (Lage) | PM21001997    | Classé       | 1984  |      |
| Skulptur eines Bischofs (2)               | Kalkstein, farbig gefasst, bezeichnet 1559                              | in der Kirche Notre-Dame-de-l’Assomption (Lage) | PM21002607    | Classé       | 1931  |      |
| Glocke                                    | Bronze, 1700 gegossen                                                   | in der Kirche Notre-Dame-de-l’Assomption (Lage) | PM21005239    | Inscrit      | 2019  |      |